# Blokada
 Ovo je glavno značenje pojma Blokada. Za druga značenja pogledajte Blokada (razdvojba).
Blokada je aktivnost kojom se prinudno prekida (djelomično ili potpuno) protok namirnica, robe, ratnog materijala ili komunikacija u/iz određenog područja. Blokadu se ne smije miješati s pojmovima embargo ili sankcija koji se odnose na pravnu zapreke u trgovinskoj razmjeni, a razlikuje se i od opsade u tome što je blokada najčešće usmjerena na cijelu zemlju ili regiju, a ne samo na utvrdu ili grad.  Povijesno gledano, blokade su se događale na moru, pri čemu su blokirajuće snage nastojale prekinuti sav pomorski promet iz i u blokiranu zemlju. To ne znači da se zaustavljanje svog kopnenog prometa u/iz neke zemlje ili područja ne može smatrati blokadom.
Neposredna ophodnja luke s ciljem sprječavanja isplovljenja protivničkih pomorskih snaga se, isto tako, smatra blokadom. Kada se opsada nekog grada na obali obavlja s kopna, opsadne snage često trebaju blokirati i pristup s mora. U dvadesetom stoljeću blokade su ponekad uključivale i potpuno zaustavljanje zračnog prometa u blokiranom području. U novije vrijeme blokade se ponekad uključivale i prekid elektroničkih komunikacija ometanjem radijskih signala i presijecanjem podmorskih kabela.

## Vrste blokada

### Neposredna blokada
Neposredna blokada je ona u kojoj su ratni brodovi blizu (u vidokrugu) blokirane obale ili luke kako bi mogli odmah presresti svaki brod koji uplovljava ili isplovljava. To je najučinkovitija vrsta blokade, ali ju je ujedno i najteže primijeniti. Poteškoće se očituju u tome što brodovi koji nameću blokadu stalno borave na moru izloženi nevremenu i teškom moru, ranjivi su na napade blokirane strane i najčešće su daleko od bilo kakve potpore.

### Blokada na daljinu
Prilikom primjene blokade na daljinu brodovi koji nameću blokadu borave podalje od blokirane obale nastojeći presresti svaki brod koji dolazi od ili plovi prema blokiranoj obali. To možda zahtjeva angažman većeg broja brodova, ali oni pritom mogu djelovati u područjima koja su znatno bliže njihovim bazama, a rizik od protivničkih napada je znatno manji.

### Meka blokada
Meka blokada je neposredna blokada u kojoj su brodovi koji nameću blokadu izvan vidokruga s obale (iza horizonta), ali ne predaleko. Cilj meke blokade je prisiliti protivnika na rizik isplovljenja, a biti dovoljno blizu za napasti ga.

## Pravni status blokade
Blokada je u međunarodnom pravu prvi put definirana na Kongresu koji je održan u Parizu 1856. godine s ciljem dogovora za okončanje Krimskog rata. Jedno od dogovorenih pravila je bilo da blokada mora biti učinkovita kako bi bila legalna. Time su zabranjene tzv. „papirnate blokade“ koje bi bile objavljivane blokiranim državama, ali koje nisu bile aktivno provođene, omogućavajući blokirajućoj strani oduzimanje tereta s brodova neutralnih država koje su trgovali s blokiranim lukama.
U Londonskoj deklaraciji iz 1909. godine učinjen je još jedan pokušaj dodatne zaštite neutralnih država, ali ga je ratificiralo samo nekoliko država. Dijelovi toga ugovora su svejedno primjenjivani tijekom Drugog svjetskog rata
Vijeće sigurnosti Ujedinjenih naroda je 1945. odredilo pravni status blokade, a u skladu s Poglavljem VII., člankom 42. Povelje Ujedinjenih naroda i Ujedinjeni narodi mogu primjenjivati blokade.
Priručnik San Remo o međunarodnom pravu primjenjivom na oružane sukobe na moru od 12. lipnja 1994. godine govori o blokadi kao legalnom načinu ratovanja na moru uz primjenu odgovarajućih pravila. Država koja nameće blokadu mora objaviti popis kontrabande, a Priručnik daje popis onoga što se ne može smatrati kontrabandom. Izvan tog popisa zemlje koje primjenjuju blokadu mogu izabrati bilo što i proglasiti kontrabandom. U tom Priručniku je nadalje definirano kako se proglašava blokada, u kojim područjima i kako se ophoditi prema trgovačkim brodovima blokirane države, a kako prema trgovačkim brodovima i neutralnih država.